# Johanne Reitze

Johanne Reitze

Johanne Caroline Agnes Reitze, auch Johanna Reitze (geboren 16. Januar 1878 in Hamburg; gestorben 22. Februar 1949 ebenda) war eine deutsche Politikerin der SPD.

## Leben und Beruf

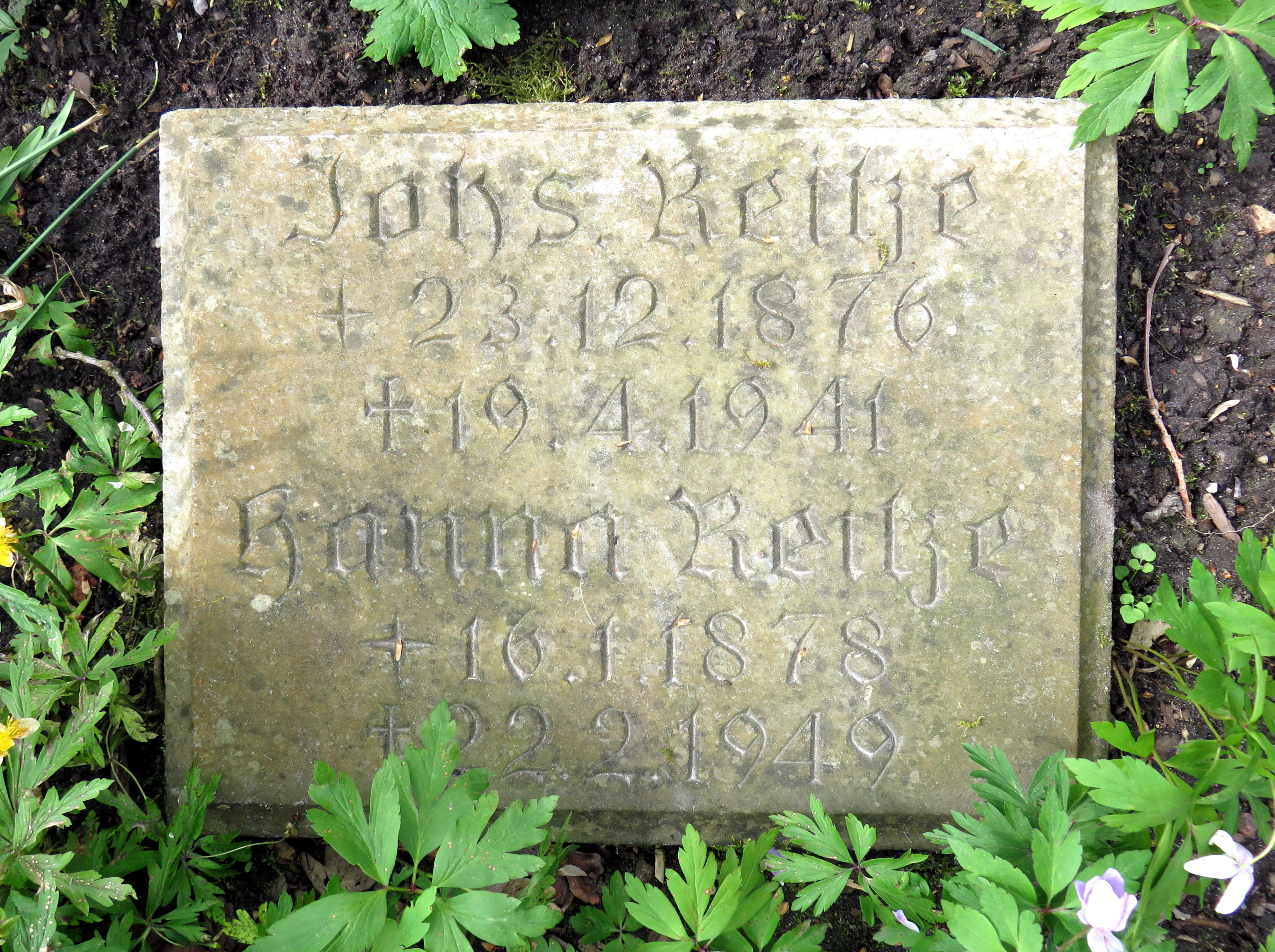
Grabstein im Garten der Frauen auf dem Friedhof Ohlsdorf

Reitze entstammte einer Arbeiterfamilie, war konfessionslos und besuchte bis 1893 die Volksschule in Hamburg. Im Anschluss arbeitete Reitze zunächst bis Ende 1894 als Dienstmädchen und dann bis zu ihrer Hochzeit mit dem Journalisten Johannes Carl Kilian-Reitze (auch: Jean Reitze; † 1944) im Jahre 1900 als Arbeiterin in einer Buchdruckerei. Durch einen Vortrag August Bebels, ihre Arbeit und ihren Ehemann bekam sie Kontakt mit der Arbeiterbewegung. So gehörte Reitze z. B. dem Verband der Graphischen Hilfsarbeiter und Arbeiterinnen Deutschlands an.
Im Ersten Weltkrieg arbeitete Reitze als Pflegerin in der Kriegshilfe und der Hinterbliebenenfürsorge. Sie gehörte dem Beirat des Hamburgischen Kriegsversorgungsamtes und dem Speisungsausschuss der Kriegsküche an. Über ihre Tätigkeit in der Zeit des Nationalsozialismus ist wenig bekannt. Sie wurde von den Nationalsozialisten verfolgt, 1944 wurde sie im Rahmen der Aktion Gitter von der Gestapo mehrere Wochen inhaftiert und in „Schutzhaft“ genommen und erst von den Alliierten 1945 befreit. Im Bombenkrieg wurde ihre Wohnung zerstört.
Nach ihr sind der Reitzeweg in Hamburg-Groß Borstel (seit 1951) und der Johanne-Reitze-Weg im Wohngebiet Kleine Horst in Hamburg-Ohlsdorf (seit 2007) benannt. Ihr Grabstein steht heute im Garten der Frauen auf dem Friedhof Ohlsdorf.

## Partei
1902 trat Reitze der SPD bei. 1906/07 besuchte sie ein halbes Jahr mit ihrem Ehemann die Parteischule in Berlin. Zudem besuchte sie zwischen 1904 und 1907 wissenschaftliche Lehrkurse, um ab 1907 als Rednerin für die Partei und Referentin August Bebels aufzutreten. Innerhalb der SPD gehörte sie zu den Anhängern der Burgfriedenspolitik und unterstützte die Zustimmung zu den Kriegskrediten im Ersten Weltkrieg. Reitze war wesentlich beteiligt, als im April 1918 im Hamburger Gewerkschaftshaus zum ersten Mal eine gemeinsame Kundgebung von sozialdemokratischen und bürgerlichen Frauen für das Frauenstimmrecht stattfand. Von 1916 bis 1919 gehörte sie dem Landesvorstand der SPD in Hamburg an und war bis 1931 Delegierte zu Reichsparteitagen und Frauenkonferenzen der SPD. Von 1919 bis 1933 gehörte Reitze dem Reichsparteiausschuss der SPD an. Nach 1945 beteiligte sie sich am Wiederaufbau der SPD und der Arbeiterwohlfahrt in Hamburg.

## Abgeordnete
Johanne Reitze gehörte 1919/20 als eine von wenigen Frauen der Weimarer Nationalversammlung an. Ab 1920 war sie bis 1932 Reichstagsabgeordnete. Im Reichstag widmete sich Reitze – wie die meisten anderen Politikerinnen – den sogenannten Frauenpolitikfeldern, nämlich Sozialpolitik, Wohlfahrtspflege, Jugend-, Gesundheits- und Schulpolitik. Insbesondere setzte sie sich für die Verbesserung der sozialen Rechtsverhältnisse von Arbeiterinnen ein. Von 1919 bis 1921 gehörte sie auch der Hamburgischen Bürgerschaft an.

## Veröffentlichungen
- Das Recht der Frau. Die Sozialdemokratie im Kampfe um die wirtschaftliche und soziale Stellung der Frau. Referat auf dem SPD-Parteitag in Augsburg 1922. J. H. W. Dietz Nachf., Berlin 1922 Digitalisat
- Johanna Reitze, Clara Bohm-Schuch, Marie Arning u. a.: Die Frau in der Politik. In: Die Frau in der Politik, Parteiarbeit, Arbeiterwohlfahrt, Erziehungsarbeit! Bericht von der Frauenkonferenz des Bezirks Hamburg-Nordwest der Sozialdemokratischen Partei Deutschlands am 4. und 5. Oktober 1924 in Bremerhaven. Schmalfeldt, Bremen 1924.
- Johanne Reitze, Ida Stengele, Käthe Hoppe und Helene Kaisen (Hrsg.): 10 Jahre Frauenwahlrecht. Auerdruck, Hamburg 1928.